# 與山このみ
與山 このみ（あたえやま このみ、1989年3月22日 - ）は、静岡県藤枝市出身の女子サッカー選手。ポジションはミッドフィールダー (オフェンシブハーフ)。

## 経歴
小学校3年次にサッカーを始める。小学生時代は地元の少年サッカーチームでプレーし、中学校入学時に藤枝フットボールクラブアミーガに入団。中学3年次の2003年、第8回全日本女子ユース (U-15)サッカー選手権大会の静岡県選抜チームに選出された。中学校卒業後、宮城県に渡り常盤木学園高等学校に入学してサッカー部に入部。在学中にU-17日本代表に選出されて2005年度AFC U-17女子選手権に出場して優勝を経験した。また高校3年次の2006年には全日本女子ユース (U-18)サッカー選手権大会で優勝を経験した。
2007年にアルビレックス新潟レディースに入団。在籍中の2年間で30試合に出場して2得点を挙げた他、U-20日本代表に選出されてAFC U-19女子選手権2007およびFIFA U-20女子ワールドカップチリ大会に出場した。
2009年1月にアルビレックス新潟を退団し、翌2月にASエルフェン狭山FCに入団したが、2試合に出場した後退団。地元静岡県に戻り、中学生時に在籍していた藤枝FCアミーガに復帰した。

## 個人成績
| 国内大会個人成績 | 国内大会個人成績   | 国内大会個人成績 | 国内大会個人成績 | 国内大会個人成績 | 国内大会個人成績 | 国内大会個人成績 | 国内大会個人成績 | 国内大会個人成績 | 国内大会個人成績 | 国内大会個人成績 | 国内大会個人成績 |
| 年度             | クラブ             | 背番号           | リーグ           | リーグ戦         | リーグ戦         | リーグ杯         | リーグ杯         | オープン杯       | オープン杯       | 期間通算         | 期間通算         |
| 年度             | クラブ             | 背番号           | リーグ           | 出場             | 得点             | 出場             | 得点             | 出場             | 得点             | 出場             | 得点             |
| 日本             | 日本               | 日本             | 日本             | リーグ戦         | リーグ戦         | リーグ杯         | リーグ杯         | 皇后杯           | 皇后杯           | 期間通算         | 期間通算         |
| ---------------- | ------------------ | ---------------- | ---------------- | ---------------- | ---------------- | ---------------- | ---------------- | ---------------- | ---------------- | ---------------- | ---------------- |
| 2007             | アルビレックス新潟 | 27               | なでしこ Div.1   | 16               | 2                | 3                | 2                | 2                | 0                | 21               | 4                |
| 2008             | アルビレックス新潟 | 19               | なでしこ Div.1   | 14               | 0                | -                | -                | 0                | 0                | 14               | 0                |
| 2009             | ASエルフェン狭山FC | 27               | なでしこ Div.2   | 2                | 0                | -                | -                | 0                | 0                | 2                | 0                |
| 2009             | 藤枝FCアミーガ     | 25               | 静岡県           |                  | 1                | -                | -                |                  |                  |                  |                  |
| 2010             | 藤枝FCアミーガ     |                  |                  |                  |                  | -                | -                |                  |                  |                  |                  |
| 通算             | 日本               | 日本             | なでしこ Div.1   | 30               | 2                | 3                | 2                | 2                | 0                | 35               | 4                |
| 通算             | 日本               | 日本             | なでしこ Div.2   | 2                | 0                | -                | -                | 0                | 0                | 2                | 0                |
| 通算             | 日本               | 日本             | 静岡県           |                  |                  | -                | -                |                  |                  |                  |                  |
| 総通算           | 総通算             | 総通算           | 総通算           | 32               | 2                | 3                | 2                | 2                | 0                | 37               | 4                |

## 選出歴等
- U-15静岡県選抜
- U-18宮城県選抜
- U-17 日本女子代表 (2005年、AFC U-17女子選手権2005 出場)
- U-20 日本女子代表 (2007-08年、2008 FIFA U-20女子ワールドカップ出場)
- 国民体育大会静岡県選抜 (2009年-)